# Csajághy Márton
Csajághy Márton (Bács, 1803. november 2. – Budapest, 1882. március 15.) Bács-Bodrog megye főbírája, hites ügyvéd, hódmezővásárhelyi földbirtokos és a Szt. István Társulat alapító tagja.

## Életpályája
Jogot tanult, Pesten szerzett ügyvédi diplomát. Az 1848–49-es forradalom és szabadságharc alatt Bácskában a Telecskai járás főszolgabírója volt. Zomborba internálták, majd közel egy évig temesvári börtönökben sínylődött. Szabadulása után Makón vállalt uradalmi igazgatói állást – az időközben csanádi püspökké kinevezett öccse – Csajághy Sándor szolgálatában. 1854-ben Makra Imre makói plébánoshoz írt 20 Ft. pénzadományát jótékony célra használta fel. 1854-ben a Korona Szálló pénzhiány miatt elakadt építkezésének folytatásához kölcsönt szerzett. 1855-ben pénzadomány révén a napjainkban is aktív Szent István Társulat alapító tagja volt, amely 1848–1852 között még a Jó és Olcsó Könyvkiadó Társulat elnevezést használta. Az 1857-ben felszentelt Szent János-kápolnának egy Nepomuki Szent János-szobrot adományozott, amely jelenleg (2022) a makói belvárosi katolikus templomban van. 1860-ban – Csajághy Sándor (1810–1860) halála után – a Hódmezővásárhely határában lévő néhány száz holdas birtokára vonult vissza.
Temetése a Fiumei úti sírkertben történt.

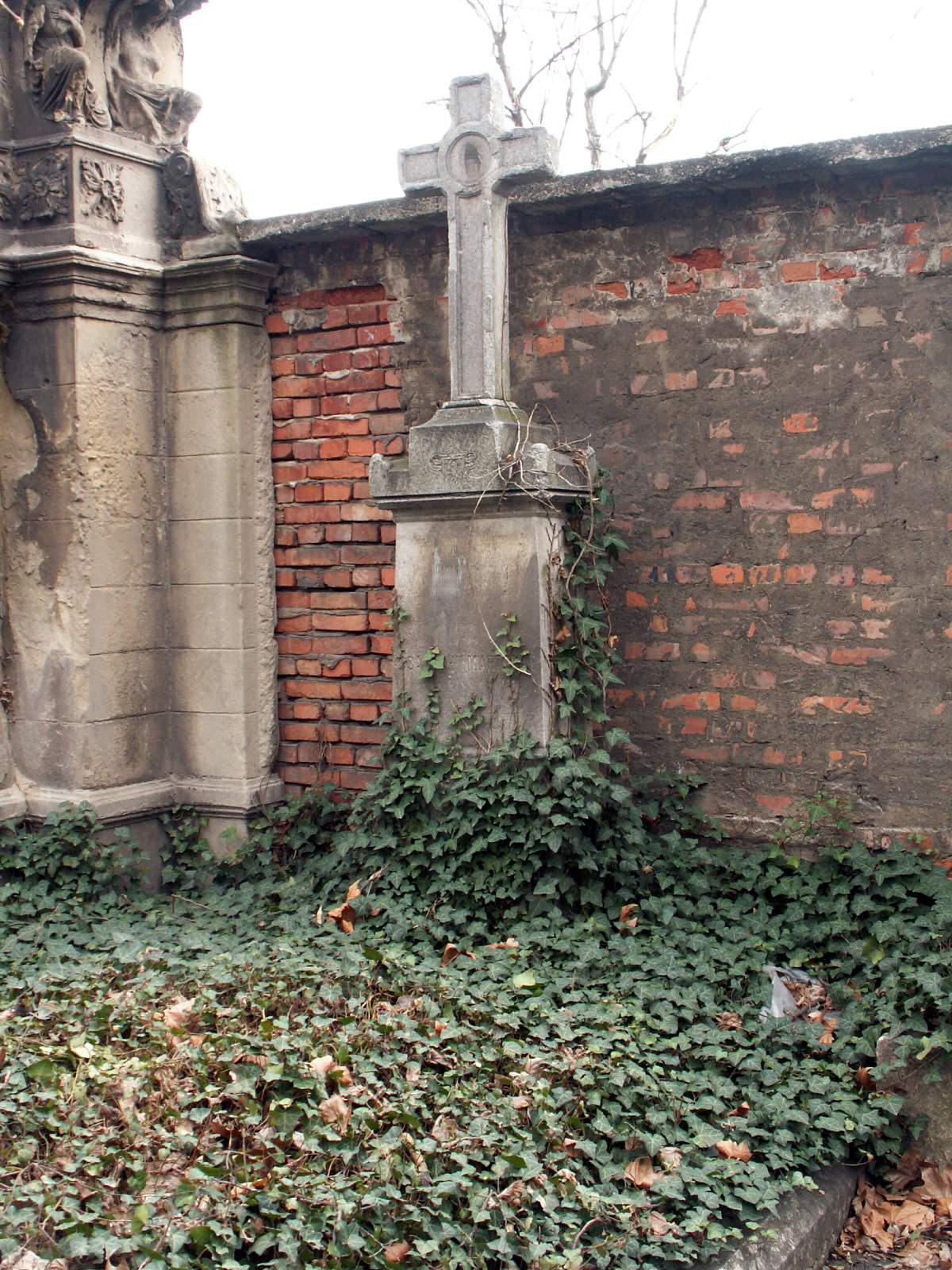
Sírja a Fiumei úti sírkertben (Jobb oldali falsírboltok, jobb-409)

## Családja
Szülei: Csajághy Sándor kalocsai érseki megbízott és Késmárki Erzsébet voltak. Két testvére volt: Csajághy Sándor (1810–1860); 1851–1860 között csanádi püspök és Csajághy Károly (1815–1905). Felesége, Kiss Cecília volt.

## Emlékezete
Feleségével közösen alapítványt hozott létre egy új, a kor követelmányeinek megfelelő tanyai iskola létesítésére. Ez az iskola halála után 12 évvel, 1894-ben épült fel és kezdte meg működését Csajághy Iskola néven a Nagybogárzó-dülőben, a mai Székkutastól délkeletre, légvonalban 3,7 km. távolságban.